# Calao de Bradfield
Lophoceros bradfieldi
Espèce
Statut de conservation UICN

 LC  : Préoccupation mineure
Le Calao de Bradfield (Lophoceros bradfieldi, anciennement Tockus bradfieldri) est une espèce d'oiseaux appartenant à la famille des Bucerotidae.
Son nom est attribué au naturaliste britannique Rupert Dudley Bradfield (en) (1876–1949).

## Taxinomie
À la suite des travaux phylogéniques de Gonzalez et al. (2013), le Congrès ornithologique international (dans sa version 4.4, 2014) déplace cette espèce depuis le genre Tockus.

## Répartition

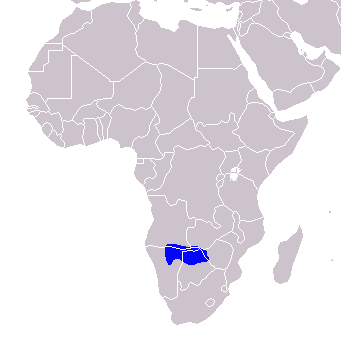
Aire de répartition.